# Episodi di Io e i miei tre figli (ottava stagione)
L'ottava stagione della serie televisiva Io e i miei tre figli (My Three Sons) è andata in onda negli Stati Uniti dal 9 settembre 1967 al 30 marzo 1968 sulla CBS.
| nº | Titolo originale            | Prima TV USA      | Titolo italiano | Prima TV Italia |
| -- | --------------------------- | ----------------- | --------------- | --------------- |
| 1  | Moving Day                  | 9 settembre 1967  |                 |                 |
| 2  | Robbie Loves Katie          | 16 settembre 1967 |                 |                 |
| 3  | Inspection of the Groom     | 23 settembre 1967 |                 |                 |
| 4  | Countdown to Marriage       | 30 settembre 1967 |                 |                 |
| 5  | Wedding Bells               | 7 ottobre 1967    |                 |                 |
| 6  | The Homecoming              | 14 ottobre 1967   |                 |                 |
| 7  | My Wife, the Waitress       | 21 ottobre 1967   |                 |                 |
| 8  | The Chameleon               | 28 ottobre 1967   |                 |                 |
| 9  | Designing Women             | 4 novembre 1967   |                 |                 |
| 10 | Ernie, the Bluebeard        | 11 novembre 1967  |                 |                 |
| 11 | The Heartbeat               | 18 novembre 1967  |                 |                 |
| 12 | The Computer Picnic         | 25 novembre 1967  |                 |                 |
| 13 | The Aunt Who Came to Dinner | 2 dicembre 1967   |                 |                 |
| 14 | Leaving the Nest            | 9 dicembre 1967   |                 |                 |
| 15 | You're Driving Me Crazy     | 16 dicembre 1967  |                 |                 |
| 16 | Liverpool Saga              | 23 dicembre 1967  |                 |                 |
| 17 | The Chaperones              | 30 dicembre 1967  |                 |                 |
| 18 | Green-Eyed Robbie           | 6 gennaio 1968    |                 |                 |
| 19 | Charley's Tea               | 13 gennaio 1968   |                 |                 |
| 20 | Ernie, the Jinx             | 20 gennaio 1968   |                 |                 |
| 21 | Ernie and Zsa Zsa           | 27 gennaio 1968   |                 |                 |
| 22 | A Horse for Uncle Charley   | 3 febbraio 1968   |                 |                 |
| 23 | Dear Enemy                  | 10 febbraio 1968  |                 |                 |
| 24 | Uncle Charley's Aunt        | 17 febbraio 1968  |                 |                 |
| 25 | The Standing Still Tour     | 24 febbraio 1968  |                 |                 |
| 26 | Honorable Guest             | 2 marzo 1968      |                 |                 |
| 27 | The Perfect Separation      | 9 marzo 1968      |                 |                 |
| 28 | Gossip, Incorporated        | 16 marzo 1968     |                 |                 |
| 29 | The Masculine Mystique      | 23 marzo 1968     |                 |                 |
| 30 | The Tire Thief              | 30 marzo 1968     |                 |                 |

## Moving Day
- Prima televisiva: 9 settembre 1967

### Trama
- Guest star: Dianne Ramey (Barbara), John Lawrence (Moving Man), Don Brodie (autista), Kathleen Freeman (Lady Checker), Joan Vohs (Jan Dearing)

## Robbie Loves Katie
- Prima televisiva: 16 settembre 1967

### Trama
- Guest star:

## Inspection of the Groom
- Prima televisiva: 23 settembre 1967

### Trama
- Guest star: Barbara Collentine (zia Annie), Dorothy Love (Cousin Grace), Kay Cole (Gracie), Barbara Boles (Judy), Joan Tompkins (Lorraine Miller), Jane Zachary (Pat), Kathryn Givney (nonna), Mason Curry (cugino Eldon)

## Countdown to Marriage
- Prima televisiva: 30 settembre 1967

### Trama
- Guest star: Joan Tompkins (Lorraine Miller), Gil Rogers (Clark), Barbara Boles (Judy), Kay Cole (Gracie), Barbara Collentine (zia Annie Fletcher), Mason Curry (Cousin Eldon), David Fresco (Etienne Du Bois), Mimi Gibson (Ellie), Kathryn Givney (nonna Collins), Oliver McGowan (dottor Ellison), Judy Parker (Ruth), Jane Zachary (Pat)

## Wedding Bells
- Prima televisiva: 7 ottobre 1967

### Trama
- Guest star: Joan Tompkins (Lorraine Miller), Oliver McGowan (Rev. Dr. Ellison), Barbara Boles (Judy), Kay Cole (Gracie), Barbara Collentine (zia Annie Fletcher), Mason Curry (cugino Eldon Sortow), Kathryn Givney (nonna Collins), Jane Zachary (Pat)

## The Homecoming
- Prima televisiva: 14 ottobre 1967

### Trama
- Guest star:

## My Wife, the Waitress
- Prima televisiva: 21 ottobre 1967

### Trama
- Guest star: Robert Whaley (cliente), Lou Krugman (Mr. Frandson), Kaye Elhardt (Sharon (Hatcheck Girl), Jim Henaghan (Tom), Len Hendry (cliente), Dick Wilson (dipendente Club)

## The Chameleon
- Prima televisiva: 28 ottobre 1967

### Trama
- Guest star: Margie DeMeyer (Girl at Locker), Gina Picerni (Mike / Michelle), Paul Picerni (padre di Mike e Michelle)

## Designing Women
- Prima televisiva: 4 novembre 1967

### Trama
- Guest star: Anne Baxter (Eileen Talbot), Robert Carson (Ed Shelton), Tyler McVey (Mr. Gregory)

## Ernie, the Bluebeard
- Prima televisiva: 11 novembre 1967

### Trama
- Guest star: Maureen McCormick (Sylvia Walters), John Bryant (Mr. Walters), Ila Britton (Mrs. Farmer), Claire Wilcox (Connie Farmer)

## The Heartbeat
- Prima televisiva: 18 novembre 1967

### Trama
- Guest star: Jack Smith (Stan), Olan Soule (dottor Smallwood), Guy Wilkerson (guardia notturna)

## The Computer Picnic
- Prima televisiva: 25 novembre 1967

### Trama
- Guest star: Eddie Sallia (Paul), Paul O'Keefe (Norman), Ed Begley Jr. (Marv), Billy Booth (Jack), Selette Cole (Mrs. Mason), Ilana Dowding (Angela), Jim Goodwin (padre), Billy McMickle (Roger), L.E. Young (giudice)

## The Aunt Who Came to Dinner
- Prima televisiva: 2 dicembre 1967

### Trama
- Guest star: Marsha Hunt (zia Cecile Blackman)

## Leaving the Nest
- Prima televisiva: 9 dicembre 1967

### Trama
- Guest star:

## You're Driving Me Crazy
- Prima televisiva: 16 dicembre 1967

### Trama
- Guest star: George N. Neise (Roy Wells), Kevin Burchett (Roger Wells)

## Liverpool Saga
- Prima televisiva: 23 dicembre 1967

### Trama
- Guest star: Susan Abbott (Alicia), Kevin Brodie (Tom), Joan Vohs (Jan Dearing), Dianne Ramey (Barbara Dearing), Jeremy Clyde (Paul Drayton), Dana Dillaway (Mimi), Scott Lane (Joey), Gene Tyburn (maestro di cerimonie)

## The Chaperones
- Prima televisiva: 30 dicembre 1967

### Trama
- Guest star: Diane Mountford (Shirley), Dana Dillaway (Joanne), Greg Atkins (Rick), Kevin Brodie (Gordy), Kevin Burchett (Rick), Lindy Davis (George), Annette O'Toole (Tina)

## Green-Eyed Robbie
- Prima televisiva: 6 gennaio 1968

### Trama
- Guest star: Charles Robinson (Craig Benson), Shirley Mitchell (Sally), Frank Warren (cliente)

## Charley's Tea
- Prima televisiva: 13 gennaio 1968

### Trama
- Guest star: Janis Oliver (Laurie Streeter), Diane Mountford (Robyn Granville), Debbie Lowe (Margo), Colleen Peters (Gwen Morton)

## Ernie, the Jinx
- Prima televisiva: 20 gennaio 1968

### Trama
- Guest star: Warren Hammack (Coach), John Craig (poliziotto), Bella Bruck (Madame Marushka), Annette Cabot (cameriera), Patrick Campbell (rappresentante), Carol Anne Seflinger (Donna)

## Ernie and Zsa Zsa
- Prima televisiva: 27 gennaio 1968

### Trama
- Guest star: John Culwell (Cameraman), Ila Britton (Schoolmarm in Filming Scene), Zsa Zsa Gábor (se stessa), Janice Carroll (Mabel (Michelle in Credits), Vince Howard (poliziotto), Stephen McEveety (ragazzo)

## A Horse for Uncle Charley
- Prima televisiva: 3 febbraio 1968

### Trama
- Guest star: James Westerfield (Doc Weatherford), Don Brodie (Dave Clayburn), Joe Mendelson (Connor)

## Dear Enemy
- Prima televisiva: 10 febbraio 1968

### Trama
- Guest star: Bob Turnbull (tenente), Preston Hanson (Major), William Boyett (capitano), Robert Crawford Jr. (Stan Burrows), Kenneth Washington (caporale)

## Uncle Charley's Aunt
- Prima televisiva: 17 febbraio 1968

### Trama
- Guest star: Frank J. Scannell (Master of Ceromonies), Larry J. Blake (sergente di polizia), Gil Lamb (madre di Ted Dollinger), Andy Albin (Morgan), Rolfe Sedan (dottore), Charles S. Thompson (Uomo nel parco)

## The Standing Still Tour
- Prima televisiva: 24 febbraio 1968

### Trama
- Guest star: Harry Fleer (Director), A.G. Vitanza (dottore), Douglas Fowley (Toby Chambers), Karl Bruck (Willie, cameriere olandese), Victor Brandt (Frank Brown), Richard Jury (Mr. Overdon), Frederick de Cordova (direttore)

## Honorable Guest
- Prima televisiva: 2 marzo 1968

### Trama
- Guest star: Beulah Quo (Alice Wong), Philip Ahn (zio George Wong), Benson Fong (Ray Wong), Lisa Fong (Lisa Wong)

## The Perfect Separation
- Prima televisiva: 9 marzo 1968

### Trama
- Guest star: Lynn Loring (Denise Robinson), Robert Dunlap (Larry Robinson)

## Gossip, Incorporated
- Prima televisiva: 16 marzo 1968

### Trama
- Guest star: David Brandon (Jim), John Alvin (Al), Abby Dalton (Janet Ingram), Gail Fisher (Carla), Jane Dulo (Jane Allen), Marcia Mae Jones (Mary), Marvin Kaplan (Joe), William Forrest (Ed Hoffman), Shirley Mitchell (Sally), Paul Sorensen (guardia Bert), Owen Cunningham (cameriere), Ted Stanhope (guardia)

## The Masculine Mystique
- Prima televisiva: 23 marzo 1968

### Trama
- Guest star: Susan Davis (Shorty), Chris Charney (Anita), Joel Davison (Shorty Gorfman), Dirk Browne (John), Margie DeMeyer (ragazza bionda)

## The Tire Thief
- Prima televisiva: 30 marzo 1968

### Trama
- Guest star: Josh Peine (ufficiale Perkins), Sheldon Collins (Clifford), Kevin Tate (Gordon Deering), Ann McCrea (Mrs. Crawford), Joel Fluellen (sergente Powers)